# Canale 5
Canale 5 (Canale cinque) es un canal de televisión abierta italiano, operado por Mediaset, el principal grupo de medios de comunicación del país. Comenzó sus emisiones el 11 de noviembre de 1980 a través de una red de emisoras locales controlada por el empresario Silvio Berlusconi, presidente de Fininvest. El nuevo canal rompió el monopolio que ostentaba hasta entonces la RAI. Su éxito en audiencias y su rentabilidad publicitaria ayudaron a que Fininvest se hiciera con sus rivales Italia 1 y Rete 4, logrando así un monopolio de facto sobre la televisión comercial y un duopolio con la RAI que no se rompió hasta mediados de la década de 1990.
Canale 5 es líder de audiencia entre los canales de ámbito privado y el segundo con más espectadores de Italia.

## Historia

### Telemilano (1974-1980)
Los orígenes de Canale 5 se remontan a 1974. Ese año se fundó Telemilanocavo, un canal de televisión por cable creado por Giacomo Properzj y Alceo Moretti para dar servicio a la urbanización de Milano Due, levantada por Silvio Berlusconi, magnate del conglomerado Fininvest. La apertura se produjo pocos meses después de que la Corte Constitucional italiana liberalizara las transmisiones locales por cable al fallar a favor de Telebiella. Su audiencia estimada era de tan solo 20.000 espectadores.
Cuando en 1976 se amplió la liberalización a la señal terrestre, los gastos aumentaron y Properzj no tenía dinero para mantener la competitividad. Por eso decidió vendérsela a Berlusconi al precio simbólico de una lira. El nuevo propietario diseñó un plan para convertir su canal en una televisión dirigida a toda la ciudad de Milán. Ese mismo año pasó a emitir en analógico bajo el nombre de Telemilano, y dos años después pasó a llamarse Telemilano 58 sobre la base de su frecuencia, el 58 del UHF. Berlusconi contó con la ayuda de empresarios como Adriano Galliani para montar la infraestructura.
Telemilano se hizo muy popular gracias a la contratación en 1979 del presentador Mike Bongiorno, estrella de la RAI (televisión pública), para el concurso I sogni nel cassetto. El éxito del canal llevó a Berlusconi a adquirir otras emisoras locales, montando una red de televisión que más tarde serviría de nivel nacional, con Canale 5 de Lombardía como señal central.

### Nacimiento de Canale 5 (1980-1982)

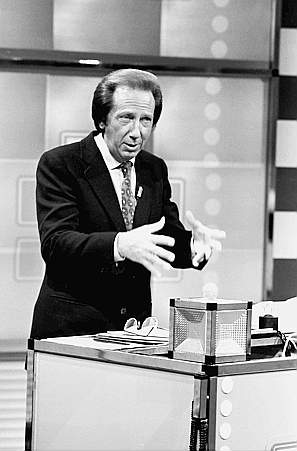
El fichaje de Mike Bongiorno, procedente de la RAI, fue vital para que Canale 5 se diese a conocer.

El 11 de noviembre de 1980 nació la red nacional Canale 5.
Berlusconi tomó el modelo de las network estadounidenses y aprovechó el vacío legal en la televisión de Italia para poner a todas sus emisoras locales, con Telemilano al frente, a emitir en cadena la misma programación a la vez. Cada canal recibía cintas de video con los programas, que salían al aire en un horario determinado. Esto llevó a que, en la práctica, Canale 5 funcionara como una emisora nacional a pesar de no tener esa licencia.
El nuevo canal contrató a presentadores de la RAI y se hizo con derechos deportivos para expandirse con rapidez. Uno de los más conocidos fue el Mundialito, celebrado en Uruguay para festejar el 50 aniversario de la primera Copa del Mundo de Fútbol. Fininvest se hizo con los derechos a nivel europeo, que retransmitió para Lombardía en directo y en el resto de regiones en diferido por razones técnicas. A cambio, tuvo que ceder a la RAI los encuentros de la selección italiana.
El 26 de marzo de 1981, Canale 5 se convirtió jurídicamente en un canal nacional con la fusión de las emisoras de Lombardía (Telemilano), Emilia-Romaña, Piamonte, Véneto y Liguria entre otras. Su logotipo fue un número cinco y el biscione de Milán. Ese mismo año Fininvest desarrolló su producción propia, basada en el entretenimiento, y consiguió en exclusiva series estadounidenses de ABC, CBS y NBC. Casi todos sus programas eran pregrabados y no tenía informativos.
La clave de Canale 5 para triunfar fue la venta centralizada de publicidad. La distancia con la competencia privada (Italia 1 y Rete 4) era pequeña, pero Fininvest logró ser mucho más rentable al contar con su propia empresa, Publitalia '80, para vender los derechos publicitarios de todas sus emisoras locales a un precio más barato. Sin contar los tres canales de la RAI, Canale 5 era líder de audiencia de la televisión comercial.

### Adquisición de la competencia
Gracias al éxito de Canale 5, Berlusconi se hizo con el control de las otras dos redes nacionales comerciales: Italia 1 de Rusconi y Rete 4 de Mondadori. Sobre Italia 1, Rusconi llegó a un acuerdo publicitario con Publitalia en septiembre de 1982, y dos meses después vendió a Fininvest el 51% de las acciones por 29.000 millones de liras. En el caso de Rete 4 fue más complicado porque sus dueños se negaban a ceder, pero terminaron haciéndolo por problemas económicos. El 27 de agosto de 1984 se confirmó la operación y Berlusconi pasó así a competir en un duopolio con la RAI, ambas con tres señales.
La medida era contraria a la legislación vigente y tuvo consecuencias. En octubre de 1984 el Tribunal de Justicia de Italia declaró, tras una demanda de la RAI, que las emisiones privadas en cadena eran ilegales y violaban el monopolio de la televisión pública. Esto llevó a cerrar por orden judicial Canale 5, Rete 4 e Italia 1 durante unos días. La solución al problema llegó cuando Bettino Craxi, primer ministro de Italia, firmó un decreto ley para legalizar la actividad de las tres redes nacionales.
Tras esta decisión, bastante polémica entre la clase política italiana y que fue rebautizada Decreto Berlusconi, Fininvest cambió la estrategia de programación. Canale 5 mantuvo su rol generalista mientras que Rete 4 e Italia 1 se centraron en el público femenino y juvenil, respectivamente. Los programas con más audiencia de todos los canales, como Forum, Maurizio Costanzo Show o Striscia la notizia, pasaron a emitirse en Canale 5. En 1987 se contrató a Raffaella Carrà para presentar Raffaella Carrà Show.
Berlusconi trató de exportar su modelo de televisión a otros países europeos en la década de 1980, pero no tuvo demasiado éxito: La Cinq en Francia (1986 a 1992), Tele 5 en Alemania (1988 a 1993) y Polonia 1 en Polonia (1990 a 1993) terminaron cerradas o vendidas a otros grupos. El único país donde cuajó fue Telecinco en España, con una fuerte influencia del socio italiano hasta 1997.

### Consolidación y etapa actual
La aprobación de la Ley Mammi en agosto de 1990 normalizó el modelo audiovisual italiano e introdujo importantes cambios, como la obligatoriedad de contar con servicios informativos. Fininvest estableció una gestión descentralizada con directores para cada uno de sus canales. En 1991 estrenó su primer programa de variedades en directo, el polémico Non è la RAI. Y el 13 de enero de 1992 se emitió la primera edición regular de TG5 (Telegiornale 5), competidor directo del TG1 de Rai Uno. Desde ese momento, las emisiones en directo se convirtieron en algo habitual.
Los canales de Fininvest cubrieron todo el proceso Manos Limpias contra la corrupción italiana entre 1992 y 1993. Sin embargo, su papel informativo fue muy criticado cuando Silvio Berlusconi se presentó a las elecciones italianas de 1994 con un nuevo partido, Forza Italia. El empresario dimitió de su cargo en Fininvest para poder ser candidato. Durante los dos meses siguientes recibió apoyo constante en muchos programas de producción propia, apareciendo como un empresario de éxito que llegaba a la política para combatir sus males. Se cree que el apoyo de los tres canales, con un share del 43% entre ellos, fueron determinantes para que Berlusconi venciese los comicios.
En 1994 Fininvest creó una división para sus medios de comunicación, Mediaset, que salió a bolsa en 1995. El duopolio RAI-Mediaset en señal abierta se rompió en 2001 con el nacimiento de LA7.
Canale 5 comenzó a emitir vía satélite en 1997 y en digital terrestre a partir de 2003. Durante sus últimos años ha competido por el liderazgo del share con Rai Uno con programas de telerrealidad (Grande Fratello), concursos, ficción e informativos.

## Audiencias
Canale 5 es la segunda cadena más vista de Italia, solo por detrás de la televisión pública Rai 1.
|      | Enero   | Febrero | Marzo   | Abril   | Mayo    | Junio   | Julio   | Agosto  | Septiembre | Octubre | Noviembre | Diciembre | Media anual |
| ---- | ------- | ------- | ------- | ------- | ------- | ------- | ------- | ------- | ---------- | ------- | --------- | --------- | ----------- |
| 2012 | 16,73 % | 16,62 % | 17,00 % | 16,78 % | 15,62 % | 12,86 % | 11,80 % | 11,03 % | 15,30 %    | 15,93 % | 15,96 %   | 14,85 %   | 15,05 %     |
| 2013 | 16,00 % | 15,69 % | 15,62 % | 14,76 % | 14,18 % | 13,39 % | 12,66 % | 11,88 % | 15,35 %    | 16,34 % | 16,20 %   | 15,14 %   | 14,76 %     |
| 2014 | 15,22 % | 16,07 % | 17,32 % | 15,55 % | 16,18 % | 13,20 % | 12,28 % | 11,69 % | 14,58 %    | 16,69 % | 17,32 %   | 15,15 %   | 15,10 %     |
| 2015 | 16,10 % | 16,48 % | 17,46 % | 16,21 % | 16,53 % | 14,75 % | 13,59 % | 12,04 % | 14,92 %    | 15,65 % | 15,56 %   | 13,97 %   | 15,27 %     |
| 2016 | 15,56 % | 15,52 % | 16,60 % | 17,19 % | 17,06 % | 13,85 % | 13,71 % | 11,90 % | 15,48 %    | 16,80 % | 16,89 %   | 15,25 %   | 15,48 %     |
| 2017 | 16,04 % | 16,06 % | 16,73 % | 16,48 % | 16,63 % | 14,46 % | 13,60 % | 11,73 % | 14,64 %    | 16,87 % | 17,10 %   | 15,20 %   | 15,46 %     |
| 2018 | 16,32 % | 16,21 % | 16,92 % | 16,63 % | 16,25 % | 13,53 % | 15,46 % |         |            |         |           |           |             |

Fuente : Auditel 
Leyenda :
Fondo verde : Mejor resultado histórico.
Fondo rojo : Peor resultado histórico.